# Трошин, Николай Степанович
Николай Степанович Трошин (9 [21] мая 1897, Тула — 28 июня 1990, Москва) — советский живописец, график, дизайнер, сценограф, иллюстратор, оформитель выставок и мастер плакатов; член СХ СССР.

## Биография
Родился в семье рабочего. Учился в Рязанском ремесленном училище с 1906 до 1913, затем в Пензенском художественном училище имени Н. Д. Селиверстова с 1913 до 1918 у Н. Ф. Петрова и И. С. Горюшкина-Сорокопудова, петроградских Государственных свободных художественных мастерских (ВХУТЕМАС) с 1918 до 1920 у И. И. Машкова. С 1930 до 1941 являлся главным художником журнала «СССР на стройке», в 1937 на Всемирной выставке в Париже журнал удостоен «гран-при». В годы Великой Отечественной войны занимался агитационным плакатом. В 1950-х получил патент на изобретение способа химической раскраски фотографий. С 1960-х занимался станковой живописью. Произведения находятся во многих музейных собраниях, в том числе в Государственной Третьяковской галерее, ГМИИ имени А. С. Пушкина, Центральном музее революции СССР, региональных музеях и других местах.

## Некоторые работы
- «Портрет дочери», 1964, холст, масло[3].
- «Натюрморт с жёлтой посудой»[4][5].

## Литературные труды
- «Основы композиции в фотографии». М., 1929.